# Stejnopohlavní sexuální styk

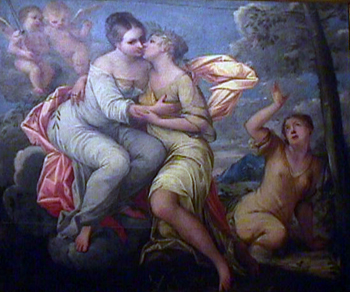
Polibek mezi Pravdou a Spravedlností. Pinacoteca Tosio Martinengo

Stejnopohlavní (homosexuální) pohlavní styk je pohlavní styk mezi jedinci stejného pohlaví.

## Vztah k homosexuálnímu zaměření
Stejnopohlavní (homosexuální) styk je mnohdy považován za specifický příznak homosexuální orientace a její naplnění, mnohdy je pro něj také používán termín homosexualita (spíše v laickém diskurzu) podobně jako pro homosexuální orientaci, a takto s ní splývá. Stejnopohlavního styku se však mohou účastnit i jedinci, kteří nejsou homosexuálně orientováni a naopak homosexuálně orientovaní jedinci se mohou účastnit i heterosexuálního styku nebo žít asexuálním životem.
Účast heterosexuálně zaměřeného jedince ve stejnopohlavním styku bývá interpretována jako náhradní sexuální chování, příp. jako tzv. „zástupná homosexualita“, vyskytující se příležitostně ve věznicích, církevních řádech či jiných stejnopohlavních společnostech. Osoby, které navážou takovýto „zástupný“ homoerotický vztah, se obvykle při první příležitosti (například při propuštění na svobodu) vracejí zpět k naplňování své biologicky determinované sexuální orientace. Dalším motivem pro takové jednání může být finanční prospěch (např. účinkování v pornografickém filmu, prostituce) a jiné. Výskyt stejnopohlavních sexuálních aktivit či vztahů může být také projevem bisexuálního zaměření.
Sexuální aktivity v prepubertálním a pubertálním období také často neodpovídají sexuální orientaci jedince, ale mohou být projevem experimentování, citové blízkosti v kamarádských vztazích (které jsou v tomto období typicky stejnopohlavní), popřípadě v pubertě projevem intenzity sexuálního pudu.

## Formy styku
Formy pohlavního styku mezi osobami stejného pohlaví jsou zčásti obdobné styku osob různého pohlaví. Nemožný je však především koitus, tedy penilně-vaginální styk. Homosexuální pohlavní styk tedy nemůže mít reprodukční účel, povahu a účinek.
Pregenitální (negenitální) formy styku (tedy například společenské a citové sbližování), negenitální formy mazlení i manuální či instrumentální dráždění genitálu, orálně-orální či orálně-genitální nebo (s výjimkou žensko-ženského kontaktu) penilně-anální styk jsou obdobné, jaké se vyskytují i ve styku mezi osobami různého pohlaví. Vzhledem k nemožnosti penilně-vaginálního styku však tyto formy nabývají větší důležitosti, zatímco v heterosexuálním styku jsou často chápány jen jako doplňkové či náhradní.

## Výskyt

### V lidské společnosti
První podrobnější výzkum provedl v USA mezi bělošskou populací Alfred Kinsey, výsledky zveřejnil ve dvou zprávách – Sexuální chování muže (z r. 1948) a Sexuální chování ženy (1953). Podle těchto zpráv dosáhlo po dosažení dospělosti 37 % mužů orgasmu s jiným mužem. Kinseyho výzkumy se okamžitě staly předmětem kritiky jak z ideologických, tak z vědeckých pozic.

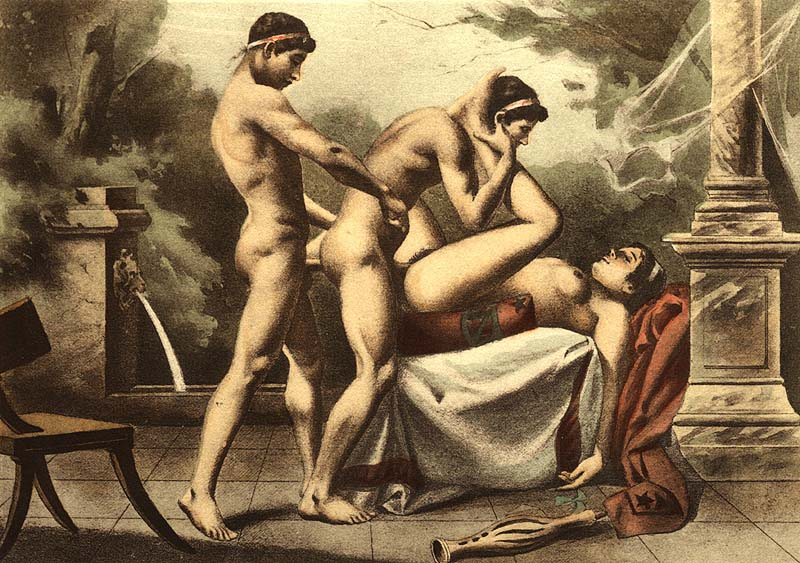
Ilustrace XVIII, Édouard-Henri Avril kolem roku 1860 pro knihu Friedrich Karl Forberg: De figuris veneris: A manual of classical erotology

V roce 2003 provedlo v USA Národní středisko pro výzkum mínění výzkum, podle nějž 4,9 % amerických mužů mělo po 18. roce věku mužského sexuálního partnera, méně než 1 % však mělo výhradně homosexuální styky. Ve 12 největších městských aglomeracích USA byly hodnoty dvojnásobné oproti celkovému průměru. Podle Smithe se obecně předpokládá, že pokud by výzkum zahrnul i adolescentní věk, byla by čísla výrazně vyšší.
Počítačový dotazník mezi dospívajícími muži ve věku 15–19 let v roce 1997 v USA ukázal 5,5 % sexuální aktivity s partnerem téhož pohlaví.
Podobné číslo (4,9 %) vykázal průzkum v Nizozemsku.
V roce 1993 oznámil Institut Alana Guttmachera, že v jeho výzkumu udalo od 1,8 do 2,8 % ze sexuálně aktivních mužů ve věkovém rozmezí 20–39 let sexuální kontakt s jiným mužem za posledních 10 let, přičemž 1,1 % udávalo v tomto období výhradně homosexuální kontakty.

### U zvířat
Genitální aktivity mezi zvířaty stejného pohlaví jsou ojediněle doloženy již z konce 18. století. Výzkumy podrobnější a oproštěné od hodnotících soudů se uskutečňovaly až ke konci 20. století. Výsledky novějších výzkumů shrnul v knize Biological Exuberance (Biologická nevázanost, 1999) kanadský biolog Bruce Bagemihl. Podle něj byl sexuální styk mezi jedinci téhož pohlaví zjištěn u 471 živočišných druhů, nejvíce u savců (167) a ptáků (132), překvapivě hodně u bezobratlých (125).
Zpočátku panovalo přesvědčení, že homosexuální styky u zvířat jsou (podobně jako někdy u lidí) náhražkové v situaci, kdy nemají možnost se pářit s příslušníkem opačného pohlaví (nejprve totiž byly pozorovány u zvířat v zajetí – například v některých zoologických zahradách v Německu, Japonsku a USA, v některých oceanáriích). Další výzkum ale ukázal, že tomu tak není – například v hejnech hus divokých se vytvářejí stejnopohlavní páry, i když je dostatek volných partnerů opačného pohlaví. U některých druhů se vytvářejí stabilní páry z jedinců téhož pohlaví – třeba u některých druhů racků se samice spáří se samcem, ale pak ho opustí a o mláďata se stará s jinou samicí. Naopak samčí páry labutí černých se spáří se samicemi a vracejí se k sobě. Každý desátý pár tučňáků je homosexuální. Někteří vědci (Janet Mannová a další) takové chování označují za evoluční výhodu, protože zmírňuje vnitrodruhovou agresi v době rozmnožování, při výchově mláďat nebo v jiných citlivých situacích.

## Společenské postoje ke stejnopohlavnímu styku a právní regulace
V mnoha kulturách byl či je homosexuální sexuální styk trestný, mnohde i pod trestem smrti. V předmoderní Evropě bylo toto jednání zahrnuto v pojmu sodomie. Tato terminologie dodnes přetrvala například v právních systémech některých států USA. V mnoha kulturách a historických obdobích však toto jednání bylo součástí společenské normy anebo bylo více či méně společensky a právně tolerováno.

### Přírodní národy
Vztah přírodních národů zahrnuje celé spektrum možných postojů. Některé národy pěstovaly iniciační homosexuální praktiky. Výskyt homosexuální chování některé národy trestaly, jiné tolerovaly či podporovaly. Prérijní Indiáni například pěstovali homosexualitu při "pláňovém tanci", který měl zajistit úspěšný lov bizonů. Indiáni znali a respektovali rovněž transsexualitu, kterou nazývali "Dvojím Duchem".

### Starověk
V Babylonské říši Chamurapiho zákoník stanovoval jako trest za homosexuální styk kastraci.
Ve starověkém Egyptě bylo znásilnění muže mužem pokládáno za projev moci a bylo hanbou především pro znásilněného. Podle nepřímých náznaků v mytologii se znásilnění dopustil bůh Sutech na Horovi a Sutech tím zdůvodňuje, proč by měla být královská moc svěřena spíše jemu než Horovi, a bohové „zvracejí hnusem a plivají na Hora“; Hor se však toho může zprostit poukazem, že se ho Sutech ve skutečnosti nezmocnil. 
Styk muže s nedospělým chlapcem; výslovně pokládá za zapovězený Ptahhotepovo naučení a 125. kapitola Knihy mrtvých v rámci tzv. negativní zpovědi.

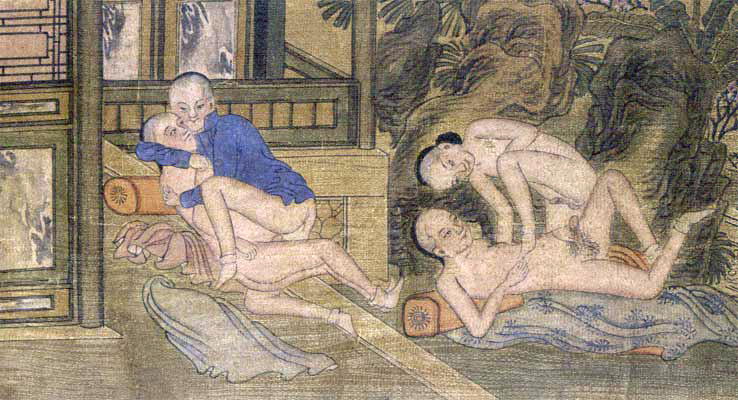
Mladíci při erotické hře. Anonymní autor z dynastie Čching, Peking, konec 19. století

V Číně bylo homosexuální chování mravně indiferentní až do pádu dynastie Chan. I poté však bylo tolerováno umělcům a aristokracii.

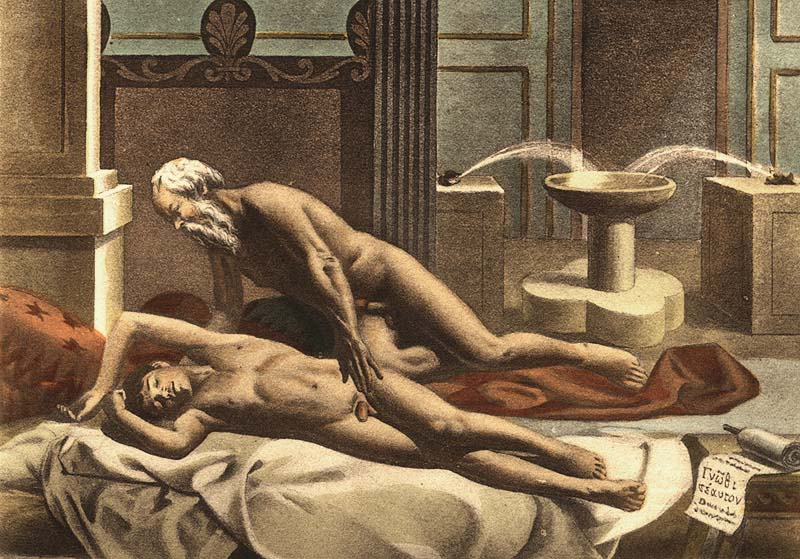
Sókratés a Alkibiadés, Édouard-Henri Avril kolem roku 1860, ilustrace pro knihu Friedrich Karl Forberg: De figuris veneris: A manual of classical erotology

V některých starověkých kulturách, například v Řecku, mít mladého chlapce patřilo k dobrému tónu a bylo to považováno za znak mužnosti. Řecká pederastie znamenala vztah s chlapcem ve věku asi 14-25 let. Pro chlapce nebylo hanbou, ale ctí mít takového staršího přítele, patrona, zvláště jednalo-li se o osobu společensky významnou. Homosexuální chování bylo nejrozšířenější v dórských obcích. Sparta je učinila součástí svého vzdělávacího a výcvikového systému, Aristotelés podezříval Kréťany, že ji podporují k omezení porodnosti.
V Římě byla situace v různých obdobích různá. Za republiky bylo nejprve stejnopohlavním stykem opovrhováno, ale ke konci republiky začal převažovat vliv řecké kultury. Za císařství se pohled společnosti měnil a leckdy byl silně pozitivní. Například císař Nero dokonce uzavřel s mužem sňatek, láska císaře Hadriána k řeckému mladíkovi jménem Antinoos byla dokonce proměněna ve státní kult. Když se totiž Antinoos při plavbě na Nilu v roce 130 n. l. utopil, Hadrián mu přikázal vztyčit nespočet soch a jako bohu vycházejícího Měsíce mu přikázal sloužit obřady. Na jeho počest nechal přejmenovat (spíše než postavit, jak se také uvádí) ve Středním Egyptě město Antinoupolis. Konzervativní kruhy římské společnosti sice stejnopohlavnímu styk odsuzovaly (například Tacitus), ale radikálně se situace změnila až nástupem křesťanství.
V Římské říši je obrat zpět k represi spojen s manichejskými a gnostickými vlivy, které se hned zpočátku staly jedním z hlavních směrů určujících i podobu křesťanství. Theodosiův kodex (kolem 429 n. l.), základ římského práva, postavil mimo zákon stejnopohlavní svazky a homosexuální styk zakazoval pod trestem upálení. (Příznačnými pro tento kodex jsou i jiné formy nesnášenlivosti: například upevňuje a kodifikuje antijudaismus.) Křesťanský císař Justinián I. učinil homosexuály zodpovědnými za hladomory, zemětřesení a mor.

### Středověk a renesance
Britský Buggery Act z roku 1533 stanovil: „Ti, kteří obcují se Židy nebo Židovkami, ti, kteří souloží se zvířaty, a sodomité, budou zaživa upáleni po řádném přezkoumání, že byli přistiženi při činu a veřejně usvědčeni.“
Období reformace je spojeno jak se směry, komunitami či sektami, které ve vztahu k tělesnosti a sexualitě obecně projevovaly volnější přístup (například Adamité), ale obecně protestantismus (zejména v kalvínské větvi) tíhnul naopak k puritanismu a prostopášnost a nemravnost považoval za příznačné pro zkaženost církevní hierarchie. Z dnešního pohledu je obtížné rozlišit mýty a pomluvy od historické skutečnosti.
V období pozdního středověku a renesance byla sodomie v Evropě společensky odsuzována a trestána. V některých obdobích a oblastech však byla zejména u aristokracie více či méně skrytě tolerována. Dante Alighieri v Božské komedii umístil soudobé sodomity do Pekla. 

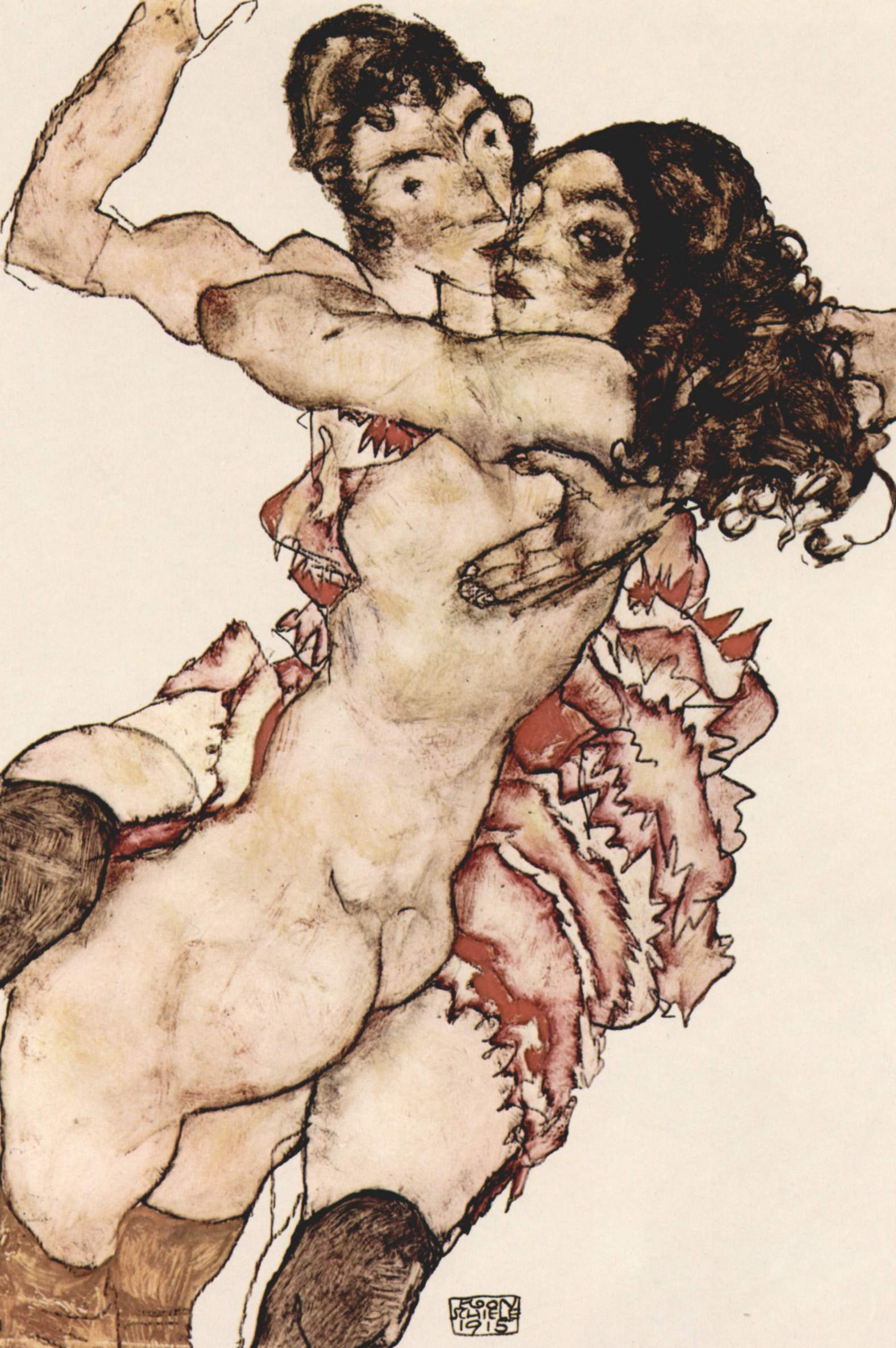
Egon Schiele: Frauenpaar, 1915

Až konec 19. a především první polovina 20. století přináší skutečně systematické represe spojené především s pravicovými diktaturami Franca, Hitlera a Mussoliniho, i když spíše ojedinělé případy se odehrály i ve Velké Británii a USA ještě v padesátých letech 20. století (Thomas Mann,[zdroj⁠?!] Alan Turing).

### Moderní dekriminalizace
Moderní dekriminalizace stejnopohlavního pohlavního styku je ovlivněna nástupem romantismu (přiznání vyšší hodnoty lidským citům) a liberalismu (přiznání vyšší hodnoty potřebám, právům a svobodám jednotlivců), poklesem vlivu tradičních náboženství a obecně nástupem moderního životního stylu. Moderní lékařské poznatky o homosexualitě byly využívány jak k represi homosexuálního chování, tak ke snaze o jeho legitimizaci.
- 1791: Francie jako první země moderního západního světa[20] dekriminalizovala homosexuální pohlavní styk.
- 1869: maďarský psychiatr Karoly Benkert v traktátu proti soudobé pruské legislativě jako první použil termín homosexualita[21][22]
- 1897: Magnus Hirschfeld zakládá v Německu Scientific-Humanitarian Committee, první organizaci bojující za práva homosexuálů (pod manifestem se podepisují mj. Albert Einstein, Hermann Hesse, Thomas Mann, Rainer Maria Rilke, a Lev Nikolajevič Tolstoj).
- 1924: První americká organizace bojující za práva gayů a leseb – The Society for Human Rights.
- 1932: Polsko dekriminalizuje pohlavní styk mezi osobami stejného pohlaví
- 1961: pohlavní styk mezi osobami stejného pohlaví je dekriminalizován v Československu.